# Pecten seniensis
Espèce
Pecten seniensis est une espèce éteinte de mollusques bivalves de la famille des Pectinidae. Dans la nature actuelle, deux formes présentent plus ou moins l'aspect de ce Pecten : Pecten opercularis et Aequipecten commutatus[pas clair]. 

## Description
Charles Armand Picquenard indique pour le décrire en 1922, que Les échantillons des faluns bretons ont généralement de 2 centimètres à 3 centimètres 1/2 de diamètre. Les valves sont ornées de 15 à 20 côtes rayonnantes, bien marquées, un peu plus étroites que les intervalles. Dans les bons échantillons toute la surface du test a, du fait de l'ornementation transversale, un aspect squamuleux qui ne se retrouve dans aucun des Pecten à contour arrondi. 
Charles Armand Picquenard le cite comme répandu à : Feins, la Chaussairie, Saint-Grégoire, Gahard, Tréfumel, Saint-Juvat.